# Mikhaïl Krug
Pour les articles homonymes, voir Krug.
Mikhaïl Vladimirovitch Krug (en russe Михаи́л Влади́мирович Круг, de vrai nom de famille Vorobiev, Воробьёв, son nom d'emprunt « Krug » signifiant "Cercle") est né le 7 avril 1962 à Kalinin et mort le 1er juillet 2002 à Tver). C'est un poète, auteur et interprète de chansons de genre populaire. Ses fans l'appelaient « le roi de la chanson russe ». 
Son album « Владимирский централ » (Vladimirski central) est devenu l'un des exemples les plus célèbres de la chanson russe.

## Jeunesse
Mikhaïl Vladimirovitch Vorobiev naît le 7 avril 1962 à Kalinine.
Son père Vladimir Mikhaïlovitch Vorobiev est ingénieur civil et décède en 1995. Sa mère, Zoïa Petrovna Vorobiyova (1936-2018), est comptable. Il est le deuxième enfant de la famille, après sa sœur Olga.
Il passe son enfance et sa jeunesse dans le vieux quartier de Proletarsky, à propos duquel a ensuite été écrite la chanson La Ville de Morozov. À partir de six ans, Vladimir Vyssotski est son idole. Son père lui apprend à jouer de la guitare à l'âge de 11 ans.
Il écrit ses premiers poèmes à 15 ans. Un jour, à une fête d'école, il chante une des chansons de Vladimir Vyssotski, ce qui suscite un scandale.
Après avoir obtenu son diplôme, il sert dans l'armée au sein des forces de missiles en Ukraine, dans l'oblast de Soumy, à Lebedine. De retour de l'armée, il livre des produits laitiers dans la ville pendant dix ans (de 1983 à 1993).

## Activité musicale
En 1987, Mikhaïl entame ses études dans un institut où il découvre un concours de chansons. Il remporte la première place avec la chanson Sur l'Afghanistan. Après cela, il commence sérieusement à écrire des chansons, et choisit le pseudonyme « Mikhaïl Krug ».
Son premier album, Les Rues de Tver, est enregistré en 1989, puis deux autres sont enregistrés sans toutefois être publiés officiellement. Ces albums sont volés et diffusés par des pirates (mais on en retrouve les chansons dans ses albums ultérieurs).
En 1994, Jigan-Limon est le premier album de Mikhaïl Krug est publié officiellement, ce qui, selon de nombreuses personnes, marque un tournant dans son destin créatif. Son œuvre sera souvent plus ou moins considérée comme subversive et licencieuse. Notons qu'après la chute de l'URSS, il milite dans le parti nationaliste de Vladimir Jirinovski et a des convictions quasi-monarchiques, critiquant aussi l'expansion de l'homosexualité. 
Sa chanson la plus célèbre de Krug est Vladimirski Central, évoquant la prison de Vladimir.
Le 27 mars 1998, à l’hôtel Cosmos, Mikhaïl Krug reçoit le prix Ovation (« Овация»), dans la catégorie Chanson russe.
En novembre 1999, il participe au « Ring musical », une compétition amicale avec Sergueï Trofimov, qu'il gagne. En janvier 1999, il se classe deuxième en popularité dans le concours Chansons russes. En avril 1999, il est à nouveau nommé pour la nomination « Ovation ».

## Diskografi
1994 - «Жиган-лимон»
1995 - «Зеленый прокурор»
1996 - «Живая струна»
1998 - «Мадам»
1999 - «Роза»
2000 - «Мышка»
2002 - «Посвящение»
2003 - «Исповедь»

## Assassinat
Il meurt assassiné le 1er juillet 2002 dans sa maison de Tver avec une partie de sa famille, dans une attaque de bandits.
En 2012, des analyses ADN ont révélé que le meurtrier de Krug était Dmitry Veselov, qui a été assassiné en 2002 à Tver.

## Liens
- Notices d'autorité :   - VIAF
  - LCCN
  - GND
  - WorldCat